# درن شهلوی

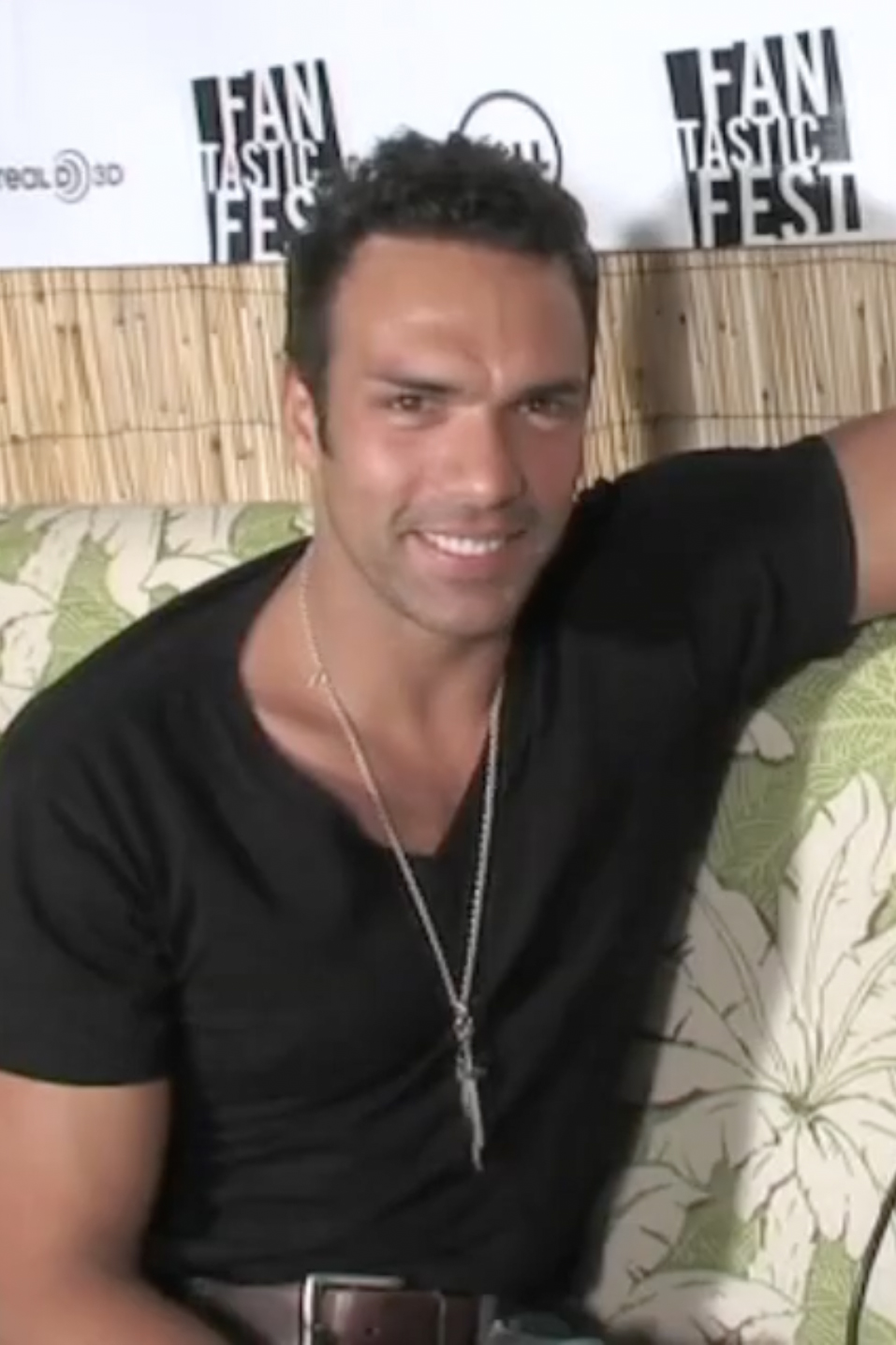
درن شهلوی

دَرِن ماجیان شهلوی (۱۴ مرداد ۱۳۵۱ – ۲۴ دی ۱۳۹۳) هنرپیشه، رزمی‌کار و بدل‌کار ایرانی‌تبار بریتانیایی بود. وی که بیشتر با نام خانوادگی خود «شَهلوی» شناخته می‌شد، به خاطر ایفای نقش تیلور میلوس (Taylor Milos) در فیلم Ip Man 2 در سال ۲۰۱۰ شهرت جهانی کسب کرد.
شهلوی بیشتر بخاطر ایفای نقش تبهکاران در ژانر فیلم‌های رزمی مانند BloodMoon (ساخته گری دانیلز) و استاد تای چی (ساخته یئون وو-پینگ) شناخته می‌شود. وی همچنین در سریال هنگ کنگی-فیلیپینی Techo Warriors، فیلم‌های آمریکایی Hostile Environment و Sometimes a Hero و Legion of the Dead، و فیلم ترسناک Beyond the Limits ساخته اولاف ایتنباخ، کارگردان آلمانی، در مقابل دوربین ظاهر شد. از آخرین نقش‌آفرینی‌های او می‌توان به بازی در مقابل ادی مورفی در فیلم I Spy با کارگردانی بتی توماس، بازی در مقابل رابین ویلیامز در فیلم مستقل برش نهایی، و بازی در مقابل کریستینا لوکن و بن کینگزلی در فیلم خون رینی به کارگردانی اووه بول اشاره کرد.

## زندگی‌نامه
درن شهلوی در روز ۱۴ مرداد ۱۳۵۱ (۵ اوت ۱۹۷۲) در خانواده‌ای ایرانی در شهر استاکپورت در منطقه چشایر انگلستان چشم به جهان گشود. در ۷ سالگی، تمرین جودو را آغاز کرد. پس از آشنایی با شخصیت‌های رزمی‌کار مانند بروس لی و جکی چان، رویای بازی در فیلم‌های اکشن را در سر پروراند و در ۱۴ سالگی زیر نظر استادان رزمی‌کار دیو موریس و هورس هاروی، فراگیری کاراته شوتوکان را آغاز کرد. پس از آن، ورزش‌های رزمی را با فراگیری بوکس، کیک‌بوکسینگ و موای تای در باشگاه یکی از استادان آمریکایی-تایلندی در شهر منچستر ادامه داد. شهلوی در سن ۱۶ سالگی و به دنبال یافتن راهی برای ورود به صنعت سینما، توجه بِی لوگِن از کارشناسان سینمای اکشن هنگ کنگ را جلب کرد. پس از آشنایی این دو، شهلوی امکان یافت که در منزل لوگن به تماشای فیلم‌های رزمی‌کاری و تمرین حرکات و سبک بازیگران آن بپردازد. شهلوی ابتدا برای کار به مالزی رفت و سپس با کمک یکی از استادان کونگ‌فو برای ایفای نقش بدل‌کاری، رزمی‌کاری و در نهایت هنرپیشگی در هنگ کنگ مستقر شد.

## هنرپیشگی
پس از استقرار در هنگ کنگ، شهلوی ابتدا به عنوان نگهبان در باشگاه‌های شبانه و محافظ شخصی افراد سرشناس مشغول به کار شد. وی پس از مدتی با کمک یوئن وو-پینگ طراح صحنه چینی نخستین نقش سینمایی خود را به عنوان شخصیت منفی فیلم استاد تای چی در مقابل وو جینگ ایفا کرد. پس از پخش فیلم استاد تای چی در هنگ کنگ، توجه انگ سی یئون از مدیران سینمایی چین و تونی لئونگ سیو-هونگ از کارگردانان سینمای چین را جلب کرد و نقش دیگری در فیلم آمریکایی-هنگ کنگی Bloodmoon به‌دست آورد.
شهلوی در اواخر زندگی حرفه‌ای خود به ایفای نقش در فیلم‌های ترسناک آلمانی با کارگردانی اولاف ایتنباخ پرداخت. این فیلم‌ها به خاطر صحنه‌های پرخشونت معمولاً سانسور می‌شدند و یافتن و تماشای نسخه اصل فیلم‌های این دوره از فعالیت حرفه‌ای شهلوی کار ساده‌ای نیست.
شهلوی همچنین در نقش بدل‌کار در فیلم‌های هالیوودی مانند سرگذشت ریدیک (یونیورسال استودیوز)، شب در موزه (فاکس قرن بیستم)، فیلم ۳۰۰ (وارنر برادرز)، و به نام پادشاه: داستان محاصره سیاه‌چاله (فاکس قرن بیستم) ظاهر شد. شهلوی در مصاحبه‌ای با شیرو رئوف هنرپیشه و بدل‌کار کُرد عراقی از نقش جدید خود به عنوان رزمی‌کار در کنار مارک داکاسیوس و علاقه خود به تمرکز بیشتر برای بازی در فیلم‌های رزمی سخن گفته بود. شهلوی همچنین در سریال تلویزیونی کانادایی اینتلیجنس نقش آفرید و به عنوان ستاره میهمان در سریال تلویزیونی ریپر ساخته استودیو ای‌بی‌سی آمریکا ظاهر شد.

## زندگی خصوصی
دَرِن شهلوی دارای یک خواهر کوچکتر به نام الیزابت شهلوی (زاده ۲۳ مهر ۱۳۶۵) است.
شهلوی در ۲۸ فوریه سال ۲۰۰۰ (برابر ۹ اسفند ۱۳۷۸) با لورینا آندرشوت ورزشکار کیک‌بوکسینگ کانادایی ازدواج کرد. این ازدواج در سال ۲۰۰۳ به جدایی انجامید. شهلوی و لورینا صاحب فرزندی نشدند.
در 14 ژانویه 2015، شهلوی در سن 42 سالگی [2] بر اثر حمله قلبی ناشی از تصلب شرایین در خواب درگذشت
.

## فیلم‌ها

### سینما
- The Turbulent Affair (1991)
- Hero's Blood (1991)
- Guns & Roses (1993)
- All New Human Skin Lanterns (1993) as Baggio
- Deadly Target (1994)
- Angel on Fire (1995)
- Only the Strong Survive (1995)
- Sixty Million Dollar Man (1995) as Bodyguard
- Guardian Angels (1995) as Gangster 2
- Tai Chi Boxer (1996) as Smith
- Bloodmoon (1997) as The Killer
- Techno Warriors (1998) as Twister
- Lethal Combat (1999) as Twister
- Hostile Environment (1999) as Rocky
- G.O.D. (2001) as Hitman No. 3
- Le6ion of the Dead (2001) as Peter
- Xtreme Warriors (2001)
- من جاسوس (2002) as Cedric Mills
- Sometimes a Hero (2003) as Russ Fortus
- Beyond the Limits (2003) as Dennis
- جیمینی گلیک در لالاوود (2004) as Johnny Stompanato
- Summer Storm (2004) as Jimmy Ward
- Alone in the Dark (2005) as John Dillon
- BloodRayne (2005) as Priest
- Slither (2006) as Brenda's Husband
- 300 (2006) as Persian
- In the Name of the King: A Dungeon Siege Tale (2007) as Gatekeeper
- Alien Agent (2007) as Kaylor
- Watchmen (2009) as NY SWAT
- مردی به نام ایپ ۲ (2010) as Taylor "The Twister" Milos
- Born to Raise Hell (2010) as Costel
- Red Riding Hood (2011) as Sabre Man
- Tactical Force (2011) as Storato
- The Package (2013) as Devon
- تفنگدار دریایی ۳ (فیلم) (2013) as Cazel
- Pound of Flesh (2015) as Goran
- Tomorrowland (2015) as Tough Guard
- Kickboxer (2015) as Eric Sloane

### تلویزیون
- The Final Cut (2004) as Karim
- The Survivors Club (2004) as Eddie Como
- 1-800-Missing  as Intelligence Officer in the episode We Are Coming Home in 2005
- شاگرد مرلین as Chester in 2006
- Reaper as Dash Ariell in Magic in 2007
- Bionic Woman as Machete in the episode Faceoff in 2007
- Intelligence as Sam in 2 episodes in 2007
- ''Sanctuary as Ennis Camden in the episode Warriors in 2008 and Jason in the episode Pavor Nocturnus in 2009
- اسمالویل (2009) as Mexican thug in the episode Echo
- Human Target as Eladio Lopez in the episode A Problem Like Maria
- Metal Hurlant Chronicles (2011) as Adam in the episode King's Crown
- مورتال کامبت: میراث (2011) as Kano
- Aladdin and the Death Lamp (2012) as Aladdin
- True Justice (2012) as Bohan Popovich (3 episodes)
- Borealis (2012) as Sergei
- Arrow (2012) as Constantine Drakon in Pilot
- Big Thunder (2013) as Clyde
- Survival Code (2013) as Sergei
- High Moon (2014) as Indian Assassin

### بازی‌های ویدئویی
- Medal of Honor (2010) as Tier 1 Operator

### بدل‌کاری
- The Turbulent Affair (1991)
- Hero's Blood (1991)
- Angel on Fire (1995)
- Sometimes a Hero (2003) as stunt coordinator
- Beyond the Limits (2003) as stunt coordinator
- سرگذشت ریدیک (2004) as stunt double for کلم فیور
- تیغه: سه گانگی (2004)
- 300 (2006) as utility stunts
- Night at the Museum (2007) as a Roman Stunt actor
- In the Name of the King: A Dungeon Siege Tale (2007) as stunt double for ری لیوتا
- Postal (2007) as a stunt player
- شب در موزه: نبرد اسمیتسونین (2009) as a Roman Centurion stunt actor
- Smokin' Aces 2: Assassins' Ball (2010)
- Repo Men (2010)
- The Stranger (2010) as a Stunt actor for Mexican Cop No. 3
- مأموریت غیرممکن: پروتکل شبح (2011)

### دیگر نقش‌ها
- Guns & Roses (1993) as an assistant to producer
- Hostile Environment (1999) as a fight choreographer in his own scenes
- Le6ion of the Dead (2001) as a fight choreographer
- Beyond the Limits (2003) as a stunt coordinator
- G.I. Joe: The Rise of Cobra (2009) as a motion capture actor
- عصر اژدها: ریشه‌ها (2009) as a motion capture actor
- EA Sports MMA (2010) as a motion capture actor